# Rambler Marlin
La Marlin è un'autovettura prodotta dalla American Motors Corporation (AMC) dal 1965 al 1967. 

## Il contesto
La Ambassador nacque da un'esigenza individuata dal presidente dell'epoca dell'AMC, George Romney. Romney riconobbe infatti la necessità di avere una gamma di modelli completa che avrebbe dovuto generare dei volumi di vendita sufficienti tale da ammortizzare gli alti costi di assemblaggio. Per tale motivo, Romney decise di ampliare verso l'alto l'offerta dell'AMC, invadendo in questo modo il mercato del Big Three, ovvero dei tre più grandi gruppi automobilistici statunitensi dell'epoca (General Motors, Ford e Chrysler). L'AMC, infatti, era nota per le sue auto compatte. In particolar modo fu deciso di produrre un modello sportivo di dimensioni medio-grandi che fosse dotato di un motore potente, a cui fu dato il nome Marlin. La Marlin, secondo i piani, doveva essere orientata verso il pubblico giovanile. Il modello fu progettato prendendo come base la Rambler American.

## Caratteristiche generali
Fu commercializzata solo in versione coupé fastback due porte. Lo stile fastback fu ripreso dalla show car Rambler Tarpon, che venne realizzata nel 1964. Al momento del lancio il modello fu chiamato Rambler Marlin, ma dal 1966 il nome cambiò il AMC Marlin.
La Marlin era uno dei modelli di punta dell'AMC. Dal 1965 al 1966 la vettura appartenne alla categoria delle auto mid-size dagli accenti lussuosi, mentre nel 1967 si posizionò nella fascia delle full-size. In quest'ultimo caso, per realizzare la Marlin venne impiegato un tipo di telaio già utilizzato sulla AMC Ambassador. Nel 1967, lo spazio aggiuntivo fu usato per allungare il cofano ed ingrandire l'abitacolo.
La Marlin fu assemblata a Kenosha, nel Wisconsin. Il motore era installato anteriormente, mentre la trazione era posteriore. 

## La prima serie: 1965–1966

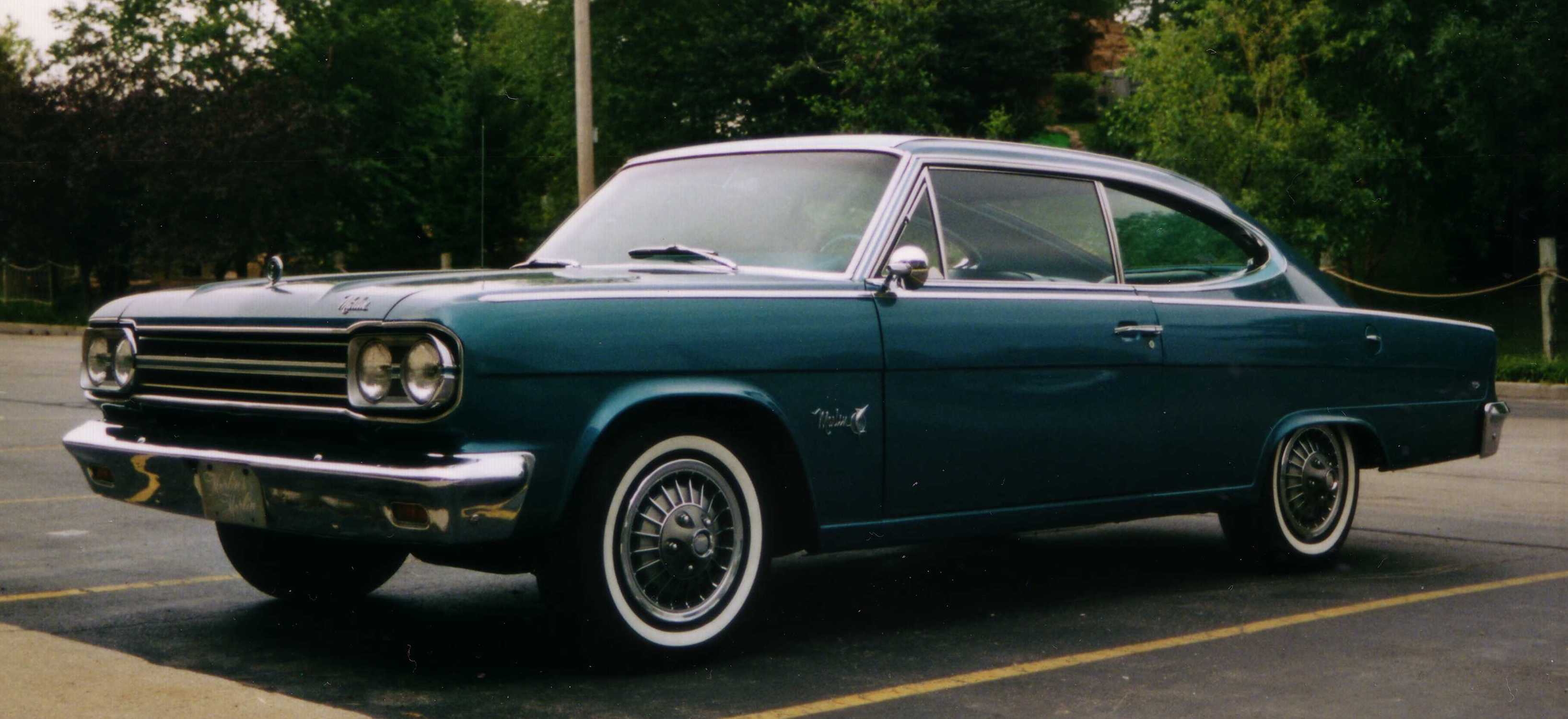
Una AMC Marlin del 1966

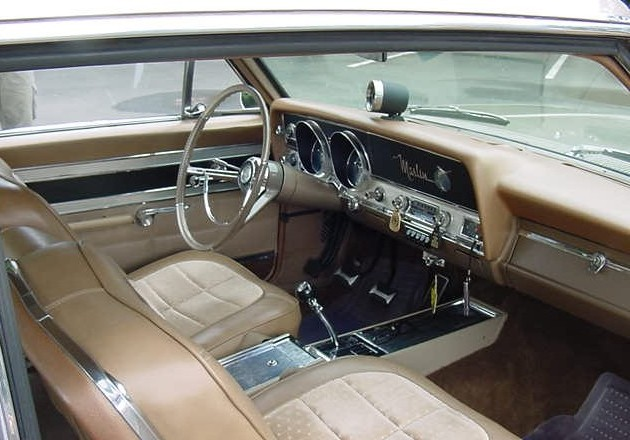
Gli interni di una AMC Marlin del 1966

Lanciata ufficialmente il 10 febbraio 1965, la Marlin fu disponibile nei concessionari il 1º marzo dello stesso anno. Nelle campagne pubblicitarie, il modello fu descritto come una vettura sportiva spaziosa e confortevole.
La Marlin era dotata di freni a disco anteriori con servofreno e impianto frenante posteriore a tamburo. Inoltre erano disponibili i sedili ribaltabili e degli interni derivanti da quelli del modello di punta dell'AMC, la Ambassador. Le finiture erano lussuose. Il più piccolo motore disponibile era un sei cilindri in linea da 3,8 L di cilindrata  e 145 CV di potenza. Questo propulsore non fu però molto popolare. Il motore più richiesto era infatti il V8 da 5,4 L e 270 CV nelle sue due versioni a carburatore a doppio e quadruplo corpo. L'altro propulsore disponibile per questa serie di Marlin fu un V8 da 4,7 L e 189 CV. Il cambio era a tre rapporti ed era disponibile sia manuale che automatico. Era inoltre disponibile l'opzione della leva montata sulla consolle. Per il cambio manuale era offerta anche l'opzione con overdrive. Tra le opzioni erano compresi anche il servosterzo, un telaio rafforzato ed il differenziale a scorrimento limitato. Per quanto riguarda l'equipaggiamento interno potevano essere ordinati l'aria condizionata, il volante regolabile, gli alzacristalli elettrici e l'autoradio. La Marlin fu comunque commercializzata ad un prezzo relativamente economico.
Nel 1966 la Rambler Marlin fu rinominata AMC Marlin. Ciò fece parte della strategia perseguita dalla AMC, che decise di associare il nome Rambler solamente ai modelli più piccoli. Per quanto riguarda la Marlin, nel 1966 ci furono poche novità. Ad esempio venne modificata la calandra. Fu abbassato il prezzo base di vendita ma nel contempo molte opzioni che prima era offerte con una spesa aggiuntiva, ora facevano parte dell'equipaggiamento di serie. Ad esempio in quest'ultimo erano compresi il contagiri e un cambio manuale a quattro rapporti. Tale strategia fu seguita anche dai concorrenti della AMC.
Di questa serie di Marlin ne furono realizzati 14.874 esemplari.

## La seconda serie: 1967

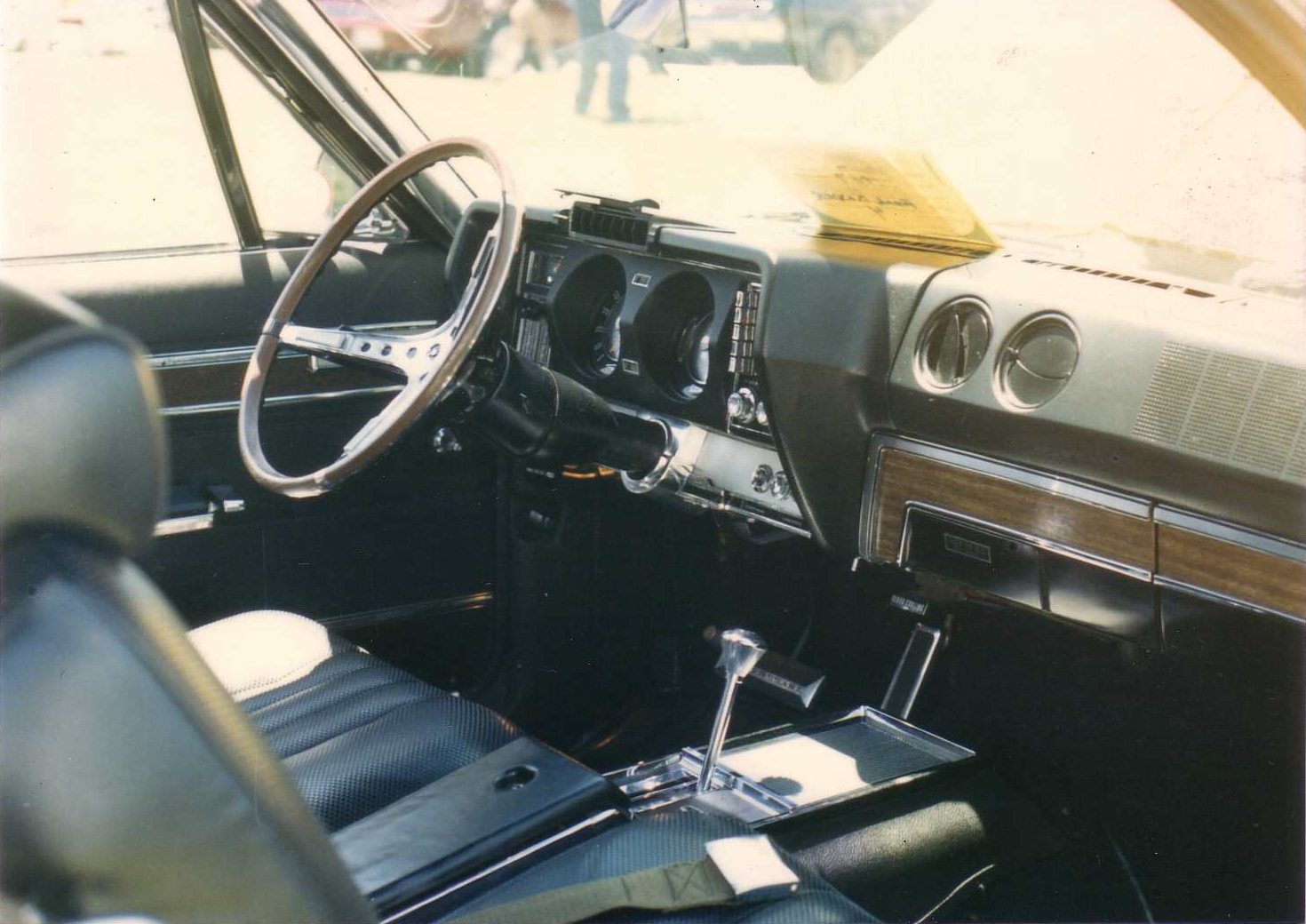
Gli interni di una AMC Marlin del 1967

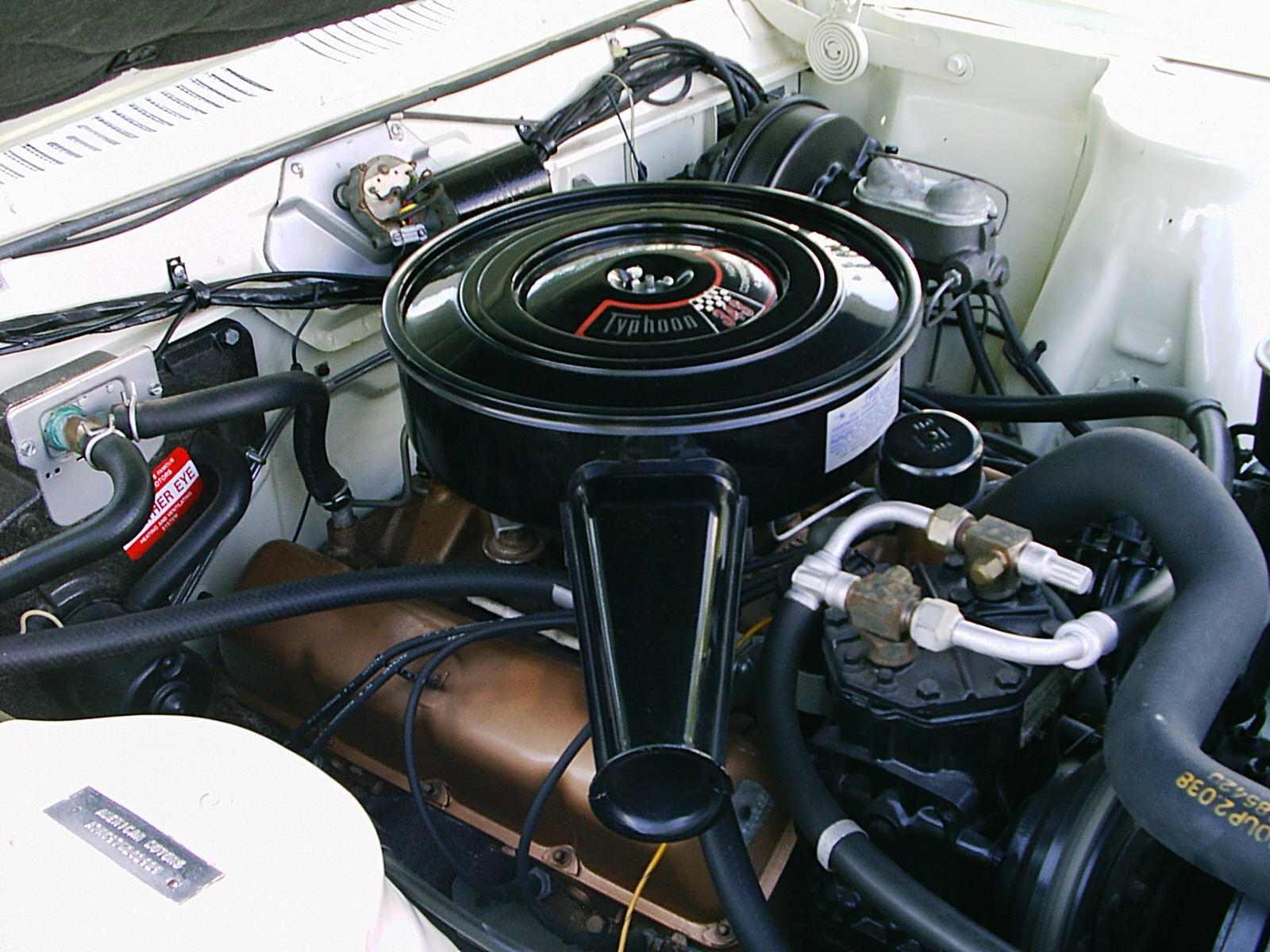
Il motore V8 da 5,6 L

Nel 1967 fu lanciata la seconda serie del modello. Questa seconda generazione era basata su un nuovo pianale del gruppo e, rispetto alla serie precedente, era dotata di dimensioni maggiori. L'utilizzo del pianale già montato sulle Ambassador permise l'allungamento del cofano, e ciò consentì l'armonizzazione della linea della parte anteriore con quella della posteriore. Il corpo vettura, ora, aveva una forma meno spigolosa. Queste forme più tonde si armonizzavano meglio con la coda fastback.  I fanali anteriori, la calandra e più in generale la forma della parte anteriore assomigliava a quella della Ambassador. L'ornamento del cofano, un pesce vela (“marlin” in inglese) cromato, fu ridisegnato.  Il lunotto, rispetto a quello della serie precedente, fu ingrandito e ciò permise una migliore visibilità. Le luci posteriori erano invece simili a quelle della generazione precedenti. Il paraurti posteriore era simile a quello montato sulle Ambassador e sulle Rebel versione familiare.
Con questa nuova serie di Marlin fu introdotta una nuova serie di motori V8. Il precedente propulsore a sei cilindri da 3,8 L (erogante ora 155 CV) era ancora disponibile anche se ne vennero venduti pochi esemplari. Il motore base era un V8 da 4,8 L e 200 CV con carburatore a doppio corpo. Fu introdotto un V8 da 5,6 L che era disponibile in due versioni, una a carburatore a doppio corpo ed un'altra a quadruplo corpo (la prima erogava 235 CV, mentre la seconda 280 CV). Quest'ultima era provvista di un doppio sistema di scarico. Il cambio era a tre rapporti ed era disponibile sia manuale che automatico. Era inoltre disponibile l'opzione della leva montata sulla consolle. Per il cambio manuale era offerta anche l'opzione con overdrive. Era disponibile anche un cambio manuale a quattro rapporti.
L'equipaggiamento era simile a quello dell'Ambassador. Tra le opzioni erano compresi i sedili abbattibili ed i braccioli. Gli interni erano nuovi ed ora comprendevano un cruscotto imbottito. Fu anche rivisto il quadro strumenti. Il volante fu invece rimpicciolito.
Di questa serie di Marlin ne furono prodotti 2.545 esemplari. Nel complesso, la Marlin non fu commercializzata in grandi numeri. Nonostante ciò, contribuì a fornire all'AMC un'immagine positiva che si tradusse in un generale incremento di vendite.